# David Reichelt
David Reichelt (* 1986 in München) ist ein deutscher Komponist.

## Leben
David Reichelt studierte Musikwissenschaft, Musikpädagogik und Informatik an der Ludwig-Maximilians-Universität München sowie Komposition für Film und Medien an der Hochschule für Musik und Theater München. Im Jahr 2015 schrieb er die Oper La Morte di Romeo e Giulietta, die am 12. Juli 2015 in München uraufgeführt wurde.
2017 konnte Reichelt gemeinsam mit der Sängerin Caroline Adler den Deutschen Filmmusikpreis in der Kategorie „Bester Song im Film“ für sich entscheiden.

## Filmografie (Auswahl)
- 2016: König Laurin
- 2016: Agonie
- 2017: Hindafing – Staffel 1 (Fernsehserie)
- 2018: Trauung mit Hindernissen (Fernsehfilm)
- 2018: 8 Tage (Fernsehserie)
- 2019: Hindafing – Staffel 2
- 2019: Limbo
- 2019: Eine Almhütte für zwei (Fernsehfilm)
- 2020: La Palma
- 2020: Breaking Even (Fernsehserie, 6 Folgen)
- 2021: Katakomben (Fernsehserie)
- 2021: Me, We
- 2021: Tatort: Dreams
- 2022: Mære
- 2022: Damaged Goods (Fernsehserie)
- 2022: Tage, die es nicht gab (Fernsehserie)
- 2023: Paradise
- 2023: Die drei ??? – Erbe des Drachen
- 2025: Die drei ??? und der Karpatenhund

## Auszeichnungen & Nominierungen (Auswahl)

### Auszeichnungen
- Deutscher Filmmusikpreis 2017 (König Laurin) in der Kategorie „Bester Song im Film“[1]
- Yale Student Film Festival 2018 (PAN) in der Kategorie „Beste Musik im Film“[2]
- Deutscher Filmmusikpreis 2019 (8 Tage) in der Kategorie „Beste Musik im Film“[3]

### Nominierungen
- Festival International du Film d’Aubagne 2017 (Voicemail) in der Kategorie „Beste Musik im Film“[4]
- Jerry Goldsmith Awards 2017 (König Laurin) in der Kategorie „Bester Song im Film“[5]
- Festival International du Film d’Aubagne 2018 (PAN) in der Kategorie „Beste Musik im Film“
- Peer Raben Music Award 2018 (The Chapter Of Ionela)[6]
- Festival International du Film d’Aubagne 2019 (La Palma) für den „Grand prix de la meilleure musique originale“[7]
- Fimucinema 2019 (La Palma) – in der Kategorie „Beste Musik im Film“[8]
- Fimucinema 2019 (La Palma) – in der Kategorie „Bester Song im Film“[9]